# Alocén
Alocén település Spanyolországban, Guadalajara tartományban. Alocén Auñón, Berninches, Durón, El Olivar, Spain, Pareja, Sacedón és Chillarón del Rey községekkel határos. Lakosainak száma 155 fő (2024).

## Népesség
A település lakosságának változását az alábbi diagram mutatja:
| Lakosok száma | 144  | 179  | 184  | 178  | 170  | 178  | 176  | 172  | 161  | 155  |
|               | 2001 | 2004 | 2006 | 2009 | 2011 | 2014 | 2016 | 2019 | 2021 | 2024 |